# Heřman Kotrba
Heřman Kotrba (1. listopadu 1913 Günzburg – 4. ledna 1989 Střelice) byl český restaurátor a řezbář.

## Život a dílo
Narodil se v Günzburgu (Bavorsko) jako syn řezbáře Viktora Kotrby a bratr českého malíře a restaurátora Františka Kotrby (1907–1972), pozlacovače a restaurátora Karla Kotrby (1910–1985), historika umění Viktora Kotrby (1906–1973), malíře, pozlacovače a rámaře Josefa Kotrby (1920–2008) a historičky umění Marie Anny Kotrbové (1925–2016). Vyučil se řezbářem u svého strýce Josefa Brennera v rodišti, kde také absolvoval střední dřevařskou školu, restaurátorství se učil u svého otce a studiem děl a poznámek starých mistrů. Pracoval v rodinné dílně. Ve třicátých letech vzhledem k nastupujícím nacismu v Německu přesídlil do Brna. Zde se začal podílet na vnitřní výzdobě právě dokončovaného kostela svatého Cyrila a Metoděje v Brně-Židenicích. Dílnu měl v Brně nejprve na Vranovské ulici, později na Biskupské a od roku 1939 pracoval v řezbářské a restaurátorské dílně na Petrově 5 spolu se svým bratrem Karlem. Dílna nesla název Bří Kotrbové – Dílna pro chrámové umění- Jako řezbář se od počátku podílel významně nejen na restaurování vzácných sakrálních památek, ale tvořil také nová díla chrámového umění. 
V letech 1950 až 1953 vytvořil betlém pro brněnskou katedrálu na Petrově. Betlém je vyřezán z několika monobloků lipového dřeva a od ostatních betlémů se odlišuje tím, že jeho figury nejsou vyřezány každá zvlášť, ale v několika skulpturách sdružených postav. Dokolorovány jsou vodovou temperou a poté přelakovány. Při tvorbě betlému se inspiroval středověkými výjevy a reliéfy pozdně gotických oltářů jako je Štosův oltář v Krakově, Spišský na Slovensku, či Levočský oltář. Ve stejné době vytvářel betlémy také pro další brněnské kostely, například pro kostel svatého Tomáše.
Významnou prací obou sourozenců byla v 50. letech 20. století restaurátorská činnost v Levoči na pozdně gotickém chrámu svatého Jakuba. Hlavní oltář v tomto kostele pochází z počátku 16. století. Sochařská část pochází z dílny Mistra Pavla z Levoče a celé dílo je národní kulturní památkou SR. Samotný oltář je největším dřevěným pozdněgotickým oltářem na světě a po rekonstrukci bylo toto dílo vystaveno na výstavě EXPO v roce 1958 v Bruselu.
V židenickém kostele provedli bratři Karel a Heřman Kotrbovi v roce 1966 novou úpravu hlavního oltáře a výzdobu čela skříně varhan s osmi reliéfy andělů s hudebními nástroji. Brněnská dílna bratří Kotrbů byla činná především v 70. letech. Část prací však bratři nerealizovali sami, ale ve spolupráci s Vladimírem Svobodou nebo Milošem Vlčkem.
V 80. letech se Heřman Kotrba věnoval především menším zakázkám přímo pro konkrétní osoby a farnosti. Omezením časově náročné praxe ale získal čas na bádání a psaní knih a článků.
Byl rovněž vynikajícím fotografem. Nafotil cykly diapozitivů ze své práce, ale jako milovník přírody byl autorem cyklů květin a zajímavostí z okolí Střelic. O své práci i zálibách často rád přednášel.